# Roque del Oeste
Roque del Oeste é um ilhéu com apenas 16 ha, sito no arquipélago Chinijo, no extremo nordeste das Canárias, a cerca de 12 km a NO da ilha de Lanzarote e 2 km a N da ilha de Montaña Clara. Apesar de desabitado pertence ao território do município de Teguise, sito na ilha de Lanzarote.

## Descrição
O Roque del Oeste está situada a 2 km a noroeste de Montaña Clara. Tal como o resto das ilhas Canárias é de origem vulcânica, sendo o resto muito erodido e desmantelado pelo mar de um estratovulcão que em tempos fez parte da ilha de Lanzarote, da qual foi separado, como as restantes ilhas e ilhéus do arquipélago Chinijo, pela subida do nível do mar após a última glaciação. A sua escassa superfície de apenas 16 ha (aprox. 0,02 km²) eleva-se apenas 41 m acima do mar.
Sendo baixo, o ilhéu constituía um perigo para a navegação, pelo que recebeu o epíteto de Roque del Infierno.
A abundância de recursos no mar vizinho, e o facto da ilha ser desabitada, transformou a ilha num importante centro de nidificação de aves marinhas. A ilha faz parte do Parque Natural del Archipiélago Chinijo e da Reserva Natural de los Islotes.